# Памятник О. В. Куусинену
Памятник Отто Вильгельмовичу Куусинену — памятник российскому и советскому государственному, политическому и партийному деятелю, установлен на Советской площади города Петрозаводска Республики Карелия. Монумент имеет статус выявленного объекта культурного наследия.

## История
17 мая 1964 года ушёл из жизни государственный и политический деятель, старейший член Президиума ЦК КПСС, ученик и соратник Владимира Ильича Ленина, теоретик марксизма, академик Академии наук СССР Отто Вильгельмович Куусинен. Первым актом увековечения его памяти стало захоронение урны с прахом в Кремлёвской стене на Красной площади в Москве. 16 июня 1964 года было принято совместное постановление ЦК КПСС и Совета Министров СССР «Об увековечении памяти Отто Вильгельмовича Куусинена», согласно которому в честь политического деятеля в Петрозаводске предполагалось установить памятник, присвоить его имя Петрозаводскому государственному университету и одной из московских улиц, а также издать сборник избранных его произведений.
Министерством культуры СССР был объявлен конкурс на разработку проекта памятника Куусинену, в котором изъявили желание принять участие три коллектива: из Петрозаводска, Москвы и Эстонии. Однако работа сильно затянулась, вследствие чего москвичи и петрозаводчане отказались от участия, а проект эстонских авторов в связи с недостаточностью глубины и убедительности созданного ими образа «не счёл возможным одобрить» художественно-экспертный совет по монументальной скульптуре. В июне 1968 года состоялся второй тур конкурса, на котором были представлены два новых проекта памятника. По его результатам была одобрена работа авторского коллектива в составе скульптора Бориса Дюжева, архитекторов Александра Заварзина и Евгения Кулаги.
Место установки памятника было определено практически сразу: им стала новая площадь на пересечении Онежской набережной и проспекта Ленина. Однако из-за возникавших трудностей сроки его установки постоянно переносились: в 1969 году открытие предполагалось приурочить к торжествам в честь 50-летия образования Карельской АССР, в 1972 году — к празднованию 55-й годовщины Октябрьской революции и 50-летия СССР. Однако торжественное открытие памятника пришлось на 22 июня 1973 года, день 270‑летия Петрозаводска.

## Описание
Памятник Отто Куусинену, выполненный из серо-розового шальского гранита, расположен в центре Советской площади Петрозаводска. Куусинен изображён стоящим в свободной позе, с непокрытой головой. В верхней части пьедестала памятника выбита надпись «Отто Куусинен». Фигура, выполненная в строгих академичных формах, обращена в сторону Онежского озера, за что горожанами монумент был прозван «Рыбнадзором».